# Перинелло, Карло
Карло Перинелло (итал. Carlo Perinello; 13 февраля 1877, Триест — 6 января 1942, Рим) — итальянский композитор и музыковед.
Учился в своём родном городе у Густаво Визельбергера, затем во Флоренции и Вене и наконец в Лейпцигской консерватории у Саломона Ядассона. Ещё студентом в Лейпциге опубликовал в известной книжной серии Berühmte Musiker (с нем. — «Знаменитые музыканты») монографию о Джузеппе Верди — первую книгу об итальянском музыканте в рамках данного проекта.
В 1904—1914 гг. преподавал композицию и историю музыки в Триесте, в консерватории имени Верди. С началом Первой мировой войны переселился в Милан, где работал в музыкальном издательстве, в 1917—1919 гг. преподавал гармонию в Миланской консерватории. После 1919 года жил в Аббации, затем в Риме.
Написал оперу «Розамунда», вокальные произведения (в том числе на стихи Альдо Палаццески), ряд симфонических, камерных и фортепианных сочинений, среди которых выделяются струнный квартет (1913) и Тема и вариации для фортепиано (1908, отмечалось интересное взаимодействие в этом произведении русской и итальянской музыкальной традиции). Написал учебник гармонии (итал. Armonia razionale; 1933—1936, в двух частях), ряд статей по истории итальянской музыки, перевёл с немецкого языка учебник по контрапункту своего учителя Ядассона (1898, второе издание 1925). Наиболее известен, однако, исследованиями и публикациями старинной итальянской музыки. Дебютировал в этой области, опубликовав в 1904 году небольшую книгу о Пьетро Казелле, композиторе XIII века, известном лишь по упоминаниям у Данте и других его современников. Подготовленная им редакция сборника Джулио Каччини «Новая музыка» (1919) на протяжении полувека оставалось основным современным переизданием этого этапного произведения, несмотря на пропуск предисловия и другие отступления от научной строгости. Другая важнейшая работа Перинелло — переиздание «мадригальной комедии» Орацио Векки «Амфипарнас» (1938) вместе с попыткой исследовать и интерпретировать её жанровую природу. Под редакцией Перинелло также выходили произведения Палестрины, Якопо Пери, Джованни Паизиелло, Саммартини и других авторов.